# Hohnstein
Hohnstein é um município da Alemanha, situado no distrito de Sächsische Schweiz-Osterzgebirge, no estado da Saxônia. Tem 64,61 km² de área, e sua população em 2019 foi estimada em 3.282 habitantes.